# Огрлица
Огрлица је украсни предмет, врста накита, који се носи око врата (око грла).
Најчешће се израђују од племенитих метала: злата, платине, сребра, од неке легуре племенитих метала или од бисера и драгог камења. Огрлице могу бити са украсним додацима (привесцима)или без њих.
Поред наведеног огрлице се могу израђивати од: шкољки, украсних комада резбареног дрвета, уметничког стакла, комадића разнобојне пластике, разнобојних каменчића и других материјала. 
Вредност огрлице може бити велика уколико је скуп материјал од кога је израђена или ако је израђена као уметничко дело (у зависности од вредности рада уметника који је направио огрлицу).
Огрлице израђују и продају кујунџије или златари, а у новије време се производе индустријски или у модним студијима (по нацртима модних креатора).